# Józef Bednorz
Józef Bednorz (ur. 2 lipca 1882 w Rudzie, zm. w sierpniu 1941 w obozie Mauthausen-Gusen) – polski publicysta, działacz narodowy na Śląsku. Ojciec Zbyszka Bednorza, pisarza (ur. 1913).

## Życiorys
Był synem Rudolfa i Józefy ze Sznapków. W 1910 ożenił się z Marią Woźniak. W latach 1901–1912 był redaktorem naczelnym „Górnoślązaka”, dziennika poświęconego sprawom ludu polskiego na Śląsku. W latach 1905–1913 współredagował także „Katolika”, czasopismo znane z walki z germanizacją Śląska oraz „Kuryera Śląskiego” (w latach 1907–1922). Do 1922 redagował także pisma: „Polak”, „Śmieszek”, „Gość Świąteczny”, „Robotnik Polski”.
Po okresie działań na rzecz Plebiscytu na Górnym Śląsku, w latach 1921–1926 pracował jako redaktor „Wiadomości Spółdzielczych”, miesięcznika wydawanego przez Chorzowską Spółdzielnię Mieszkaniową.
Zginął w sierpniu 1941 w obozie koncentracyjnym Mauthausen-Gusen.